# Serie A2 2012-2013 (hockey su ghiaccio)
La Serie A2 di hockey su ghiaccio 2012-2013 è stata organizzata dalla Federazione Italiana Sport del Ghiaccio e dalla Lega Italiana Hockey Ghiaccio.
La stagione si è conclusa con l'Hockey Club Eppan-Appiano vincitore del titolo, mentre i Vipiteno Broncos sono stati promossi in Elite.A per la stagione 2013-2014.

## Squadre
Al campionato si sono iscritte sette squadre della stagione precedente. Nel corso dell'estate fu ufficializzata l'iscrizione in Serie A1 dell'Hockey Milano Rossoblu, squadra campione dell'ultimo campionato di Serie A2, mentre i WSV Sterzing Broncos, dopo aver perso i playout, ritornarono nella seconda serie. Dunque al via della stagione si presentarono otto formazioni.
| EV Bozen 84          | Bolzano                       | Pista da ghiaccio Sill         | 2.500 |
| HC Eppan             | Appiano sulla Strada del Vino | Stadio del Ghiaccio di Appiano | 1.500 |
| HC Gherdëina         | Selva di Val Gardena          | Pranives                       | 2.000 |
| SV Kaltern           | Caldaro sulla strada del vino | Palaghiaccio Caldaro           | 1.500 |
| HC Merano Junior     | Merano                        | MeranArena                     | 3.000 |
| WSV Sterzing Broncos | Vipiteno                      | DiscoArena                     | 1.700 |
| HC Neumarkt          | Egna                          | WürthArena                     | 1.200 |
| ASH Pergine          | Pergine Valsugana             | Stadio del ghiaccio di Pergine | 2.500 |

## Formula
La formula adottata rimase invariata rispetto alla stagione precedente, mantenendo la divisione della stagione regolare in tre gironi di andata e ritorno, per un totale di 42 partite. Per determinare la posizione in griglia delle prime due classificate, tuttavia, non conterà la posizione al termine della regular season, ma la Coppa di Lega, disputata tra le prime due classificate con una serie al meglio dei tre incontri. Le squadre dal terzo al sesto posto si affrontano nei quarti di finale per determinare il quadro completo delle squadre partecipanti alle semifinali dei playoff, mentre le ultime due squadre si affrontano negli eventuali playout per evitare la retrocessione. Vengono assegnati 3 punti per la vittoria nei tempi regolamentari, 2 per la vittoria nel supplementare o ai rigori, 1 per la sconfitta nel supplementare o ai rigori.

## Stagione regolare

### Primo girone
28 settembre 2012 - 11 novembre 2012
| 1ª           | giornata          | 8ª           |
| 28 set. 2012 |                   | 21 ott. 2012 |
| 7-6          | Gardena-Egna      | 1-2 dts      |
| 0-3          | Merano-Caldaro    | 2-3 dr       |
| 5-2          | Pergine-Appiano   | 0-5          |
| 9-1          | Vipiteno-EV Bozen | 3-4          |

| 4ª          | giornata         | 11ª          |
| 7 ott. 2012 |                  | 31 ott. 2012 |
| 9-5         | Appiano-EV Bozen | 1-3          |
| 4-3         | Egna-Merano      | 5-4          |
| 6-3         | Gardena-Pergine  | 2-5          |
| 3-4 dts     | Vipiteno-Caldaro | 4-2          |

| 7ª           | giornata         | 14ª          |
| 19 ott. 2012 |                  | 11 nov. 2012 |
| 1-3          | Caldaro-Appiano  | 2-3 dr       |
| 5-3          | Egna-Vipiteno    | 2-3          |
| 0-3          | Gardena-Merano   | 1-5          |
| 1-3          | Pergine-EV Bozen | 5-0          |

| 2ª           | giornata         | 9ª           |
| 30 set. 2012 |                  | 26 ott. 2012 |
| 3-1          | Appiano-Vipiteno | 3-1          |
| 0-2          | Caldaro-Gardena  | 4-2          |
| 3-2          | Egna-Pergine     | 4-1          |
| 3-4          | EV Bozen-Merano  | 6-3          |

| 5ª           | giornata         | 12ª         |
| 12 ott. 2012 |                  | 2 nov. 2012 |
| 4-5 dr       | Caldaro-Egna     | 1-6         |
| 1-3          | EV Bozen-Gardena | 6-4         |
| 4-1          | Merano-Appiano   | 3-2         |
| 1-4          | Pergine-Vipiteno | 0-3         |

| 3ª          | giornata        | 10ª          |
| 5 ott. 2012 |                 | 28 ott. 2012 |
| 2-3         | EV Bozen-Egna   | 3-6          |
| 1-5         | Gardena-Appiano | 3-4 dts      |
| 2-5         | Merano-Vipiteno | 2-1 dts      |
| 2-4         | Pergine-Caldaro | 3-5          |

| 6ª           | giornata         | 13ª         |
| 14 ott. 2012 |                  | 4 nov. 2012 |
| 4-2          | Appiano-Egna     | 4-3         |
| 5-3          | EV Bozen-Caldaro | 1-4         |
| 3-2 dr       | Merano-Pergine   | 3-4 dr      |
| 4-3 dr       | Vipiteno-Gardena | 1-3         |

### Secondo girone
16 novembre 2012 - 4 gennaio 2013
| 15ª          | giornata          | 22ª          |
| 16 nov. 2012 |                   | 18 dic. 2012 |
| 2-3          | Gardena-Egna      | 2-6          |
| 2-4          | Merano-Caldaro    | 3-8          |
| 3-2 dr       | Pergine-Appiano   | 6-5          |
| 10-4         | Vipiteno-EV Bozen | 5-2          |

| 18ª          | giornata         | 25ª          |
| 25 nov. 2012 |                  | 26 dic. 2012 |
| 3-4 dr       | Appiano-EV Bozen | 4-3          |
| 6-0          | Egna-Merano      | 0-2          |
| 6-0          | Gardena-Pergine  | 6-3          |
| 3-2          | Vipiteno-Caldaro | 4-5          |

| 21ª         | giornata         | 28ª         |
| 9 dic. 2012 |                  | 4 gen. 2013 |
| 2-6         | Caldaro-Appiano  | 2-1         |
| 1-2 dr      | Egna-Vipiteno    | 3-4         |
| 6-3         | Gardena-Merano   | 3-1         |
| 5-3         | Pergine-EV Bozen | 4-3 dr      |

| 16ª          | giornata         | 23ª          |
| 18 nov. 2012 |                  | 21 dic. 2012 |
| 2-4          | Appiano-Vipiteno | 0-3          |
| 5-7          | Caldaro-Gardena  | 5-6 dts      |
| 5-3          | Egna-Pergine     | 3-2 dts      |
| 1-2          | EV Bozen-Merano  | 1-6          |

| 19ª          | giornata         | 26ª          |
| 30 nov. 2012 |                  | 28 dic. 2012 |
| 1-4          | Caldaro-Egna     | 0-5          |
| 4-1          | EV Bozen-Gardena | 2-4          |
| 1-9          | Merano-Appiano   | 5-1          |
| 1-5          | Pergine-Vipiteno | 2-4          |

| 17ª          | giornata        | 24ª          |
| 21 nov. 2012 |                 | 23 dic. 2012 |
| 0-7          | EV Bozen-Egna   | 1-3          |
| 5-6 dts      | Gardena-Appiano | 2-3          |
| 2-3          | Merano-Vipiteno | 2-6          |
| 4-2          | Pergine-Caldaro | 1-7          |

| 20ª         | giornata         | 27ª          |
| 2 dic. 2012 |                  | 30 dic. 2012 |
| 4-3 dr      | Appiano-Egna     | 1-4          |
| 2-5         | EV Bozen-Caldaro | 2-6          |
| 2-7         | Merano-Pergine   | 5-1          |
| 7-0         | Vipiteno-Gardena | 1-5          |

### Terzo girone
6 gennaio 2013 - 17 febbraio 2013
| 29ª         | giornata          | 36ª          |
| 6 gen. 2013 |                   | 30 gen. 2013 |
| 4-5         | Gardena-Egna      | 3-2          |
| 3-2         | Merano-Caldaro    | 6-2          |
| 2-4         | Pergine-Appiano   | 2-5          |
| 5-0         | Vipiteno-EV Bozen | 4-3 dts      |

| 32ª          | giornata         | 39ª         |
| 18 gen. 2013 |                  | 8 feb. 2013 |
| 9-2          | Appiano-EV Bozen | 5-2         |
| 1-3          | Egna-Merano      | 3-4 dr      |
| 5-2          | Gardena-Pergine  | 4-3 dts     |
| 3-2          | Vipiteno-Caldaro | 3-4 dr      |

| 35ª          | giornata         | 42ª          |
| 27 gen. 2013 |                  | 17 feb. 2013 |
| 3-4 dr       | Caldaro-Appiano  | 3-6          |
| 2-3          | Egna-Vipiteno    | 3-1          |
| 2-5          | Gardena-Merano   | 5-0          |
| 6-2          | Pergine-EV Bozen | 8-5          |

| 30ª         | giornata         | 37ª          |
| 9 gen. 2013 |                  | 1º feb. 2013 |
| 2-3         | Appiano-Vipiteno | 1-4          |
| 4-3         | Caldaro-Gardena  | 3-6          |
| 3-0         | Egna-Pergine     | 5-3          |
| 5-2         | EV Bozen-Merano  | 1-4          |

| 33ª          | giornata         | 40ª          |
| 20 gen. 2013 |                  | 10 feb. 2013 |
| 0-2          | Caldaro-Egna     | 1-5          |
| 1-5          | EV Bozen-Gardena | 1-6          |
| 2-1          | Merano-Appiano   | 0-3          |
| 3-4          | Pergine-Vipiteno | 3-5          |

| 31ª          | giornata        | 38ª         |
| 11 gen. 2013 |                 | 3 feb. 2013 |
| 2-4          | EV Bozen-Egna   | 0-6         |
| 3-1          | Gardena-Appiano | 1-3         |
| 4-3 dr       | Merano-Vipiteno | 1-3         |
| 3-4 dts      | Pergine-Caldaro | 1-5         |

| 34ª          | giornata         | 41ª          |
| 25 gen. 2013 |                  | 15 feb. 2013 |
| 5-1          | Appiano-Egna     | 2-7          |
| 2-5          | EV Bozen-Caldaro | 1-6          |
| 4-3          | Merano-Pergine   | 3-2 dr       |
| 3-2          | Vipiteno-Gardena | 1-2 dts      |

### Classifica
|  | Pos. | Squadra          | Pt | G  | V  | VOT | POT | P  | GF  | GS  | DR  |
|  | ---- | ---------------- | -- | -- | -- | --- | --- | -- | --- | --- | --- |
|  | 1.   | Vipiteno Broncos | 89 | 42 | 26 | 3   | 5   | 8  | 151 | 98  | +53 |
|  | 2.   | Neumarkt-Egna    | 84 | 42 | 25 | 3   | 3   | 11 | 157 | 99  | +58 |
|  | 3.   | Eppan-Appiano    | 71 | 42 | 19 | 6   | 2   | 15 | 147 | 116 | +31 |
|  | 4.   | Gherdëina        | 64 | 42 | 18 | 3   | 4   | 17 | 144 | 135 | +9  |
|  | 5.   | Merano Junior    | 64 | 42 | 17 | 6   | 1   | 18 | 119 | 131 | -12 |
|  | 6.   | Kaltern-Caldaro  | 63 | 42 | 17 | 4   | 4   | 17 | 141 | 139 | +2  |
|  | 7.   | Pergine          | 40 | 42 | 10 | 2   | 6   | 24 | 116 | 161 | -45 |
|  | 8.   | EV Bozen         | 29 | 42 | 8  | 1   | 3   | 30 | 104 | 200 | -96 |

Legenda:

      Ammesse alle semifinali Playoff e alla Coppa di Lega
      Ammesse ai quarti Playoff
Note:

Tre punti a vittoria, due punti a vittoria dopo overtime o rigori, un punto a sconfitta dopo overtime o rigori, zero a sconfitta.

## Coppa di Lega
La Coppa di Lega si gioca al meglio delle tre partite. La squadra con il miglior piazzamento in campionato gioca in casa gara-1 e l'eventuale gara-3.
|  | Coppa di Lega    |                  |                  |    |   |  |
|  |                  |                  |                  |    |   |  |
|  | Vipiteno Broncos | Vipiteno Broncos | Vipiteno Broncos | 2† | 2 |  |
|  | Neumarkt-Egna    | Neumarkt-Egna    | Neumarkt-Egna    | 1  | 0 |  |

### Vipiteno - Egna
| Vipiteno 22 febbraio 2013, ore 20.30 | Vipiteno Broncos             | 2 – 1 (d.t.s.) (1-0; 0-0; 0-1) referto | Neumarkt-Egna | Disco Arena (612 spett.)\| Arbitri: \| Nadir Ceschini Glauco Colcuc \| |
| Arbitri:                             | Nadir Ceschini Glauco Colcuc |                                        |               |                                                                        |

| Egna 24 febbraio 2013, ore 19.30 | Neumarkt-Egna            | 0 – 2 (0-1; 0-1; 0-0) referto | Vipiteno Broncos | WürthArena (633 spett.)\| Arbitri: \| Luca Cassol Alex Lazzeri \| |
| Arbitri:                         | Luca Cassol Alex Lazzeri |                               |                  |                                                                   |

## Play Off
|  | Quarti di finale | Quarti di finale | Quarti di finale | Quarti di finale | Quarti di finale | Quarti di finale | Quarti di finale | Quarti di finale | Quarti di finale |    |   | Semifinali | Semifinali | Semifinali | Semifinali | Semifinali | Semifinali | Semifinali | Semifinali | Semifinali |  |  | Finali           | Finali | Finali | Finali | Finali | Finali | Finali | Finali | Finali |  |  |
|  |                  |                  |                  |                  |                  |                  |                  |                  |                  |    |   |            |            |            |            |            |            |            |            |            |  |  |                  |        |        |        |        |        |        |        |        |  |  |
|  | 1                |                  |                  |                  |                  |                  |                  |                  |                  |    |   |            |            |            |            |            |            |            |            |            |  |  |                  |        |        |        |        |        |        |        |        |  |  |
|  | 8                |                  |                  |                  |                  |                  |                  |                  |                  |    |   |            |            |            |            |            |            |            |            |            |  |  |                  |        |        |        |        |        |        |        |        |  |  |
|  |                  | 1                | Vipiteno Broncos | 0                | 6                | 4                | 4†               | 4                |                  |    |   |            |            |            |            |            |            |            |            |            |  |  |                  |        |        |        |        |        |        |        |        |  |  |
|  |                  |                  |                  |                  |                  |                  |                  |                  |                  |    |   |            |            |            |            |            |            |            |            |            |  |  |                  |        |        |        |        |        |        |        |        |  |  |
|  |                  |                  | Gherdëina        | 3                | 2                | 2                | 3                | 1                |                  |    |   |            |            |            |            |            |            |            |            |            |  |  |                  |        |        |        |        |        |        |        |        |  |  |
|  | 4                | Gherdëina        | Gherdëina        | 3                | 2                | 2                | 3                | 1                | 8                | 2  | 4 | 4          |            |            |            |            |            |            |            |            |  |  |                  |        |        |        |        |        |        |        |        |  |  |
|  | 4                | Gherdëina        |                  |                  |                  |                  |                  |                  | 8                | 2  | 4 | 4          |            |            |            |            |            |            |            |            |  |  |                  |        |        |        |        |        |        |        |        |  |  |
|  | 5                | Merano Junior    | 2                | 5                | 2                | 1                |                  |                  |                  |    |   |            |            |            |            |            |            |            |            |            |  |  |                  |        |        |        |        |        |        |        |        |  |  |
|  |                  |                  |                  |                  |                  |                  |                  |                  |                  |    |   |            |            |            |            |            |            |            |            |            |  |  | Vipiteno Broncos | 1‡     | 0      | 0      | 0      | 0      |        |        |        |  |  |
|  |                  |                  |                  | Eppan-Appiano    | 0                | 1                | 4                | 1                | 1                |    |   |            |            |            |            |            |            |            |            |            |  |  |                  |        |        |        |        |        |        |        |        |  |  |
|  | 3                |                  |                  |                  |                  |                  |                  |                  |                  |    |   |            |            |            |            |            |            |            |            |            |  |  |                  |        |        |        |        |        |        |        |        |  |  |
|  | 6                |                  |                  |                  |                  |                  |                  |                  |                  |    |   |            |            |            |            |            |            |            |            |            |  |  |                  |        |        |        |        |        |        |        |        |  |  |
|  |                  | 2                | Neumarkt-Egna    | 1                | 1                | 5                | 2                | 2                | 0                |    |   |            |            |            |            |            |            |            |            |            |  |  |                  |        |        |        |        |        |        |        |        |  |  |
|  |                  |                  |                  |                  |                  |                  |                  |                  |                  |    |   |            |            |            |            |            |            |            |            |            |  |  |                  |        |        |        |        |        |        |        |        |  |  |
|  |                  |                  | Eppan-Appiano    | 3                | 3                | 1                | 3†               | 3†               | 1                |    |   |            |            |            |            |            |            |            |            |            |  |  |                  |        |        |        |        |        |        |        |        |  |  |
|  | 3                | Eppan-Appiano    | Eppan-Appiano    | 3                | 3                | 1                | 3†               | 3†               | 1                | 5† | 2 | 0          | 0          | 4          |            |            |            |            |            |            |  |  |                  |        |        |        |        |        |        |        |        |  |  |
|  | 3                | Eppan-Appiano    |                  |                  |                  |                  |                  |                  |                  | 5† | 2 | 0          | 0          | 4          |            |            |            |            |            |            |  |  |                  |        |        |        |        |        |        |        |        |  |  |
|  | 6                | Kaltern-Caldaro  | 4                | 1                | 1                | 2                | 2                |                  |                  |    |   |            |            |            |            |            |            |            |            |            |  |  |                  |        |        |        |        |        |        |        |        |  |  |

†: partita terminata ai tempi supplementari; ‡: partita terminata ai tiri di rigore

### Quarti di finale

#### Appiano - Caldaro
| Appiano sulla Strada del Vino 22 febbraio 2013, ore 20.30 | Eppan-Appiano                          | 5 – 4 (d.t.s.) (1-0; 1-4; 2-0) referto | Kaltern-Caldaro | Stadio del Ghiaccio di Appiano (726 spett.)\| Arbitri: \| Andrea Benvegnù Massimiliano Rebeschin \| |
| Arbitri:                                                  | Andrea Benvegnù Massimiliano Rebeschin |                                        |                 | |

| Caldaro sulla Strada del Vino 24 febbraio 2013, ore 18.00 | Kaltern-Caldaro             | 1 – 2 (0-2; 1-0; 0-0) referto | Eppan-Appiano | Palaghiaccio Caldaro (328 spett.)\| Arbitri: \| Thomas Gasser Marco Bagozza \| |
| Arbitri:                                                  | Thomas Gasser Marco Bagozza |                               |               |                                                                                |

| Appiano sulla Strada del Vino 27 febbraio 2013, ore 20.30 | Eppan-Appiano               | 0 – 1 (0-1; 0-0; 0-0) referto | Kaltern-Caldaro | Stadio del Ghiaccio di Appiano (798 spett.)\| Arbitri: \| Daniel Gamper Davide Deidda \| |
| Arbitri:                                                  | Daniel Gamper Davide Deidda |                               |                 |                                                                                          |

| Caldaro sulla Strada del Vino 1º marzo 2013, ore 20.30 | Kaltern-Caldaro          | 2 – 0 (1-0; 0-0; 1-0) referto | Eppan-Appiano | Palaghiaccio Caldaro (425 spett.)\| Arbitri: \| Luca Cassol Alex Lazzeri \| |
| Arbitri:                                               | Luca Cassol Alex Lazzeri |                               |               |                                                                             |

| Appiano sulla Strada del Vino 3 marzo 2013, ore 18.00 | Eppan-Appiano                     | 4 – 2 (2-0; 1-1; 1-1) referto | Kaltern-Caldaro | Stadio del Ghiaccio di Appiano (999 spett.)\| Arbitri: \| Andrea Benvegnù Leandro Soraperra \| |
| Arbitri:                                              | Andrea Benvegnù Leandro Soraperra |                               |                 |                                                                                                |

#### Gardena - Merano
| Selva di Val Gardena 22 febbraio 2013, ore 20.30 | Gherdëina-Gardena                  | 8 – 2 (3-0; 4-0; 1-2) referto | Merano Junior | Pranives (950 spett.)\| Arbitri: \| Claudio Pianezze Leandro Soraperra \| |
| Arbitri:                                         | Claudio Pianezze Leandro Soraperra |                               |               |                                                                           |

| Merano 24 febbraio 2013, ore 18.00 | Merano Junior                  | 5 – 2 (2-1; 1-1; 2-0) referto | Gherdëina-Gardena | MeranArena (423 spett.)\| Arbitri: \| Claudio Ferrini Massimo De Col \| |
| Arbitri:                           | Claudio Ferrini Massimo De Col |                               |                   |                                                                         |

| Selva di Val Gardena 27 febbraio 2013, ore 20.30 | Gherdëina-Gardena              | 4 – 2 (1-0; 1-1; 2-1) referto | Merano Junior | Pranives (1.000 spett.)\| Arbitri: \| Andrea Benvegnù Andrea Moschen \| |
| Arbitri:                                         | Andrea Benvegnù Andrea Moschen |                               |               |                                                                         |

| Merano 1º marzo 2013, ore 20.30 | Merano Junior                | 1 – 4 (0-2; 1-1; 0-1) referto | Gherdëina-Gardena | MeranArena (550 spett.)\| Arbitri: \| Glauco Colcuc Nadir Ceschini \| |
| Arbitri:                        | Glauco Colcuc Nadir Ceschini |                               |                   |                                                                       |

### Semifinali

#### Vipiteno - Gardena
| Vipiteno 6 marzo 2013, ore 20.30 | Vipiteno Broncos                | 0 – 3 (0-1; 0-0; 0-2) referto | Gherdëina-Gardena | Disco Arena (940 spett.)\| Arbitri: \| Gregory Loreggia Andrea Moschen \| |
| Arbitri:                         | Gregory Loreggia Andrea Moschen |                               |                   |                                                                           |

| Selva di Val Gardena 8 marzo 2013, ore 20.30 | Gherdëina-Gardena            | 2 – 6 (0-1; 1-3; 1-2) referto | Vipiteno Broncos | Pranives (1.200 spett.)\| Arbitri: \| Claudio Ferrini Alex Lazzeri \| |
| Arbitri:                                     | Claudio Ferrini Alex Lazzeri |                               |                  |                                                                       |

| Vipiteno 10 marzo 2013, ore 18.30 | Vipiteno Broncos             | 4 – 2 (0-2; 1-0; 3-0) referto | Gherdëina-Gardena | Disco Arena (1.092 spett.)\| Arbitri: \| Nadir Ceschini Glauco Colcuc \| |
| Arbitri:                          | Nadir Ceschini Glauco Colcuc |                               |                   |                                                                          |

| Selva di Val Gardena 13 marzo 2013, ore 20.30 | Gherdëina-Gardena                 | 3 – 4 (d.t.s.) (1-2; 1-1; 1-0) referto | Vipiteno Broncos | Pranives (1.050 spett.)\| Arbitri: \| Andrea Benvegnù Leandro Soraperra \| |
| Arbitri:                                      | Andrea Benvegnù Leandro Soraperra |                                        |                  |                                                                            |

| Vipiteno 15 marzo 2013, ore 20.30 | Vipiteno Broncos                       | 4 – 1 (2-1; 1-0; 1-0) referto | Gherdëina-Gardena | Disco Arena (925 spett.)\| Arbitri: \| Massimilano Rebeschin Gregory Loreggia \| |
| Arbitri:                          | Massimilano Rebeschin Gregory Loreggia |                               |                   |                                                                                  |

#### Egna - Appiano
| Egna 6 marzo 2013, ore 20.30 | Neumarkt-Egna                 | 1 – 3 (0-2; 0-1; 1-0) referto | Eppan-Appiano | WürthArena (647 spett.)\| Arbitri: \| Daniel Gamper Andrea Benvegnù \| |
| Arbitri:                     | Daniel Gamper Andrea Benvegnù |                               |               |                                                                        |

| Appiano sulla Strada del Vino 8 marzo 2013, ore 20.30 | Eppan-Appiano                          | 3 – 1 (2-0; 0-0; 1-1) referto | Neumarkt-Egna | Stadio del Ghiaccio di Appiano (889 spett.)\| Arbitri: \| Andrea Benvegnù Massimiliano Rebeschin \| |
| Arbitri:                                              | Andrea Benvegnù Massimiliano Rebeschin |                               |               | |

| Egna 10 marzo 2013, ore 18.30 | Neumarkt-Egna                   | 5 – 1 (4-0; 1-1; 0-0) referto | Eppan-Appiano | WürthArena (923 spett.)\| Arbitri: \| Thomas Gasser Leandro Soraperra \| |
| Arbitri:                      | Thomas Gasser Leandro Soraperra |                               |               |                                                                          |

| Appiano sulla Strada del Vino 13 marzo 2013, ore 20.30 | Eppan-Appiano                 | 3 – 2 (d.t.s.) (0-0; 1-2; 1-0) referto | Neumarkt-Egna | Stadio del Ghiaccio di Appiano (876 spett.)\| Arbitri: \| Nadir Ceschini Andrea Moschen \| |
| Arbitri:                                               | Nadir Ceschini Andrea Moschen |                                        |               |                                                                                            |

| Egna 15 marzo 2013, ore 20.30 | Neumarkt-Egna                | 2 – 3 (d.t.s.) (0-0; 2-2; 0-0) referto | Eppan-Appiano | WürthArena (997 spett.)\| Arbitri: \| Alex Lazzeri Claudio Ferrini \| |
| Arbitri:                      | Alex Lazzeri Claudio Ferrini |                                        |               |                                                                       |

### Finale

#### Vipiteno - Appiano
| Arbitri: | Gregory Loreggia Daniel Gamper |

|  |                |  |
|  | Shootout 1 – 0 |  |

| Appiano sulla Strada del Vino 27 marzo 2013, ore 20.30 | Eppan-Appiano               | 1 – 0 (1-0; 0-0; 0-0) referto | Vipiteno Broncos | Stadio del Ghiaccio di Appiano (1.370 spett.)\| Arbitri: \| Marco Bagozza Thomas Gasser \| |
| Arbitri:                                               | Marco Bagozza Thomas Gasser |                               |                  |                                                                                            |

| Vipiteno 30 marzo 2013, ore 20.30 | Vipiteno Broncos            | 0 – 4 (0-1; 0-2; 0-1) referto | Eppan-Appiano | Disco Arena (921 spett.)\| Arbitri: \| Andrea Moschen Karl Pichler \| |
| Arbitri:                          | Andrea Moschen Karl Pichler |                               |               |                                                                       |

| Appiano sulla Strada del Vino 1º aprile 2013, ore 18.00 | Eppan-Appiano                | 1 – 0 (0-0; 1-0; 0-0) referto | Vipiteno Broncos | Stadio del Ghiaccio di Appiano (1.370 spett.)\| Arbitri: \| Claudio Ferrini Alex Lazzeri \| |
| Arbitri:                                                | Claudio Ferrini Alex Lazzeri |                               |                  |                                                                                             |

| Vipiteno 3 aprile 2013, ore 20.30 | Vipiteno Broncos               | 0 – 1 (0-1; 0-0; 0-0) referto | Eppan-Appiano | Disco Arena (1.005 spett.)\| Arbitri: \| Thomas Gasser Gregory Loreggia \| |
| Arbitri:                          | Thomas Gasser Gregory Loreggia |                               |               |                                                                            |

## Classifica finale
| Pos. | Squadra          |
| ---- | ---------------- |
| 1    | Eppan-Appiano    |
| 2    | Vipiteno Broncos |
| 3    | Neumarkt-Egna    |
| 4    | Gherdëina        |
| 5    | Merano Junior    |
| 6    | Kaltern-Caldaro  |
| 7    | Pergine          |
| 8    | EV Bozen         |

## Verdetti
- Campione della Coppa di Lega: Wintersportverein Vipiteno - Sterzing Broncos (1º titolo)
- Campione di Serie A2: Hockey Club Eppan-Appiano (4º titolo)

| Campioni Serie A2 2012-2013 HC Eppan-Appiano | Portieri: Mark Demetz, Antonio Piras, Alex Tomasi Difensori: Peter Stimpfl, Jake Newton, Johannes Weger, Christian Tröger, Fabian Ebner, David Ceresa (C), Matthias Eisenstecken Attaccanti: Patrik Wallenberg, Stefan Unterkofler, Philipp Platter, Jan Waldner, Robert Raffeiner, Luca Sartore, Tuomo Harjula, Philipp Jaitner, Lukas Martini, Tobias Spitaler, Alex Rottensteiner, Daniel Peruzzo, Tobias Ebner, Alex Jaitner Staff Tecnico: Jarno Mensonen (Allenatore) |

- Promozioni in Serie A: Wintersportverein Vipiteno - Sterzing Broncos - (L'Appiano deciderà di iscriversi, come altre squadre, in Inter-National-League, mentre il Vipiteno ha il via libera da parte della Federazione, dopo aver presentato richiesta, ad iscriversi in serie A).